# Manœuvre de Herbst
La manœuvre de Herbst aussi connue sous le nom de J-turn,
est une figure de combat aérien permettant un changement rapide de direction en effectuant un mouvement de roulis à forte incidence. Elle n'est possible que sur un appareil disposant d'un rapport poussée sur poids proche de 1 et équipé d'un moteur à poussée vectorielle.

## Description

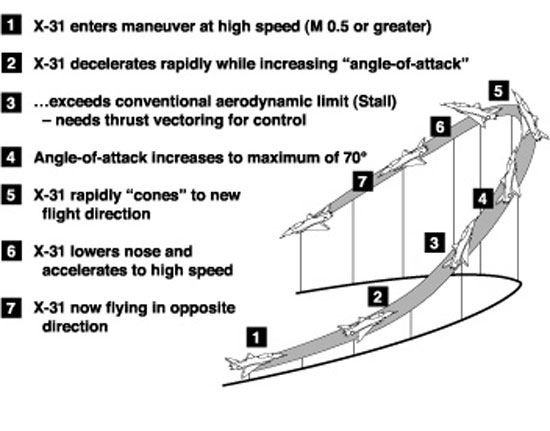
Manœuvre de Herbst.

La figure s'effectue en plusieurs temps :
1. L'appareil entame sa manœuvre à grande vitesse.
2. Le pilote tire sur le manche, l'appareil se cabre ce qui a pour effet de faire chuter la vitesse.
3. L'angle d'incidence augmente jusqu'à 70° et l'appareil dépasse ses limites aérodynamiques, c'est l'utilisation de la poussée vectorielle qui permet d'éviter la perte de contrôle.
4. Le pilote effectue un mouvement de roulis pour orienter l'appareil dans la direction souhaitée.
5. L'angle d'incidence diminue et l'appareil prend son nouveau cap.

L'intérêt de cette figure réside dans le changement rapide de direction permettant à un appareil de virer très serré et donc de prendre le dessus sur un adversaire moins manœuvrant. Aussi impressionnante que le célèbre Cobra de Pougatchev, la manœuvre de Herbst est considérée comme plus utile en combat aérien.
Cette figure a été réalisée pour la première fois par le démonstrateur technologique X-31 le 29 avril 1993, elle tire son nom de celui de son inventeur : le Dr Wolfgang Herbst, pionnier des technologies du vol à forte incidence employé par la firme allemande MBB dans le cadre du programme X-31.